# Pilton, Somerset
Pilton är en ort och civil parish i Storbritannien.   Den ligger i grevskapet Somerset och riksdelen England, i den södra delen av landet, 180 km väster om huvudstaden London. Pilton ligger 52 meter över havet och antalet invånare är 998.
Terrängen runt Pilton är platt åt sydost, men åt nordväst är den kuperad. Runt Pilton är det ganska tätbefolkat, med 144 invånare per kvadratkilometer. Trakten runt Pilton består i huvudsak av gräsmarker.